# Sebastiano Rossi
Sebastiano Rossi är en italiensk fotbollsmålvakt, född 20 juli 1964. Han spelade bland annat 12 säsonger i AC Milan.